# چاکتاو (اکلاهما)
چاکتاو(به انگلیسی: Choctaw) شهری در ایالت اکلاهما کشور ایالات متحده آمریکا است که جمعیت آن در سرشماری سال ۲۰۱۰ میلادی، ۱۱٬۱۴۶ نفر بوده‌است.